# Toturite
La toturite (simbolo IMA: Tot) è un minerale ed è un nesosilicato molto raro del supergruppo del granato con la composizione chimica idealizzata Ca3Sn2Fe2SiO12. La toturite si trova in zone strette o piccole macchie nei prodotti di trasformazione di zircone o granati ricchi di kimzeyite-kerimasite.
Alla data del 2022 la toturite è stata rilevata solo nella sua località tipo, uno xenolite calco-silicato proveniente da un'ignimbrite del Monte Lakargi, nella caldera di Chegem nella Repubblica caucasica settentrionale di Kabardino-Balkaria in Russia.

## Etimologia e storia
I granati ricchi di stagno prodotti artificialmente con fino al 26% di diossido di stagno (SnO2) in peso si trovano insieme alla cassiterite nelle scorie della fusione dello stagno.
I granati naturali di stagno sono molto rari. Andraditi con fino al 5,8% in peso di SnO2 sono state trovate in alcuni skarn contenenti stagno, e i granati dello stagno bitikleite, dzhuluite e irinarassite sono stati rilevati nelle inclusioni di xenoliti dell'ignimbrite della caldera di Chegem. In questo xenolite, il gruppo di ricerca di Galuskina ha scoperto un granato silicato Sn-Fe. Hanno chiamato il nuovo minerale un po' a causa di un sito nei pressi del fiume Totur nel villaggio di Eltyubyu, e anche in onore di Totur, dio e guerriero dell'antichità.

## Classificazione
L'attuale classificazione dell'Associazione Mineralogica Internazionale (IMA) colloca la toturite nel supergruppo del granato, dove si trova nel gruppo della schorlomite con 10 cariche positive sulla posizione del reticolo coordinato tetraedrico, insieme a kimzeyite, hutcheonite, schorlomite, kerimasite e irinarassite.
Poiché la toturite è stata riconosciuta come minerale indipendente solo nel 2009, non è ancora elencata nell'ottava edizione della sistematica mineraria di Strunz, che è obsoleta dal 1977. Solo nel 2018 nella Sistematica dei lapis (Lapis-Systematik) di Stefan Weiß, che si basa ancora su questa vecchia forma della sistematica di Strunz per riguardo verso i collezionisti privati e le collezioni istituzionali, il minerale ha ricevuto il numero di sistema e minerale nº VIII/A.08-180. In questa Sistematica ciò corrisponde alla classe "dei silicati e dei germanati" e lì alla sottoclasse degli "inosilicati con gruppi [SiO4]", per cui nei gruppi VIII/A.08 a 12 sono classificati i composti con cationi in coordinazione cubica e ottaedrica [8+6]. La toturite si trova qui insieme ad almandino, andradite, calderite, eltyubyuite, eringaite, goldmanite, grossularia, henritermierite, holtstamite, hutcheonite, idrougrandite, irinarassite, jeffbenite, katoite, kerimasite, kimzeyite, knorringite, majorite, menzerite-(Y), momoiite, morimotoite, piropo, schorlomite, spessartina, uvarovite e wadalite, con le quali forma il "Gruppo del Granato".
Anche la 9ª edizione della sistematica minerale di Strunz, in vigore dal 2001 e aggiornata l'ultima volta dall'Associazione Mineralogica Internazionale (IMA) nel 2009, non elenca ancora la toturite. Qui sarebbe presumibilmente classificata tra gli "nesosilicati". A sua volta questa classe è ulteriormente suddivisa in base all'eventuale presenza di anioni aggiuntivi e al coordinamento dei cationi coinvolti. Il minerale, quindi, in base alla sua composizione e struttura, andrebbe classificato nella suddivisione "nesosilicati senza anioni aggiuntivi; cationi in coordinazione [6] e/o maggiore", dove forma il "gruppo dei granati" con il sistema nº 9.AD.25 con gli altri minerali almandino, andradite, calderite, goldmanite, grossularia, henritermierite, hibschite, holtstamite, katoite, kimzeyite, knorringite, majorite, momoiite, morimotoite, piropo, schorlomite, spessartina, uvarovite e wadalite, così come i membri finora non riconosciuti blythite, idroandradite e skiagite.
Anche il sistema minerario Dana, che viene utilizzato principalmente nel mondo anglosassone, non porta ancora alla Toturite. Qui sarebbe probabilmente classificato anche nella divisione dei "minerali silicatici insulari" e sarebbe lì insieme alla kimzeyite, alla schorlomite e alla morimotoite nel "gruppo Garnet (serie schorlomite-kimzeyite)" con il sistema nº 51.04.03c all'interno della suddivisione "Nesosilicati: gruppi SiO4 solo con cationi in coordinazione [6] e/o maggiore".

## Chimica
La toturite è l'analogo dello stagno della schorlomite e forma cristalli misti complessi principalmente con kerimasite, schorlomite e dzhuluite. Nella sua località tipo, la toturite si presenta in due varianti con le seguenti composizioni:
- {\displaystyle \mathrm {^{[X]}(Ca_{3,016}Mn_{0,004}^{2+})\,^{[Y]}(Sn_{1,731}^{4+}Zr_{0,083}^{4+}Ti_{0,066}^{4+}U_{0,043}^{6+}Sc_{0,045}^{3+}Nb_{0,009}^{5+})\,^{[Z]}(Fe_{1,353}^{3+}Al_{0,644}Si_{0,558}Ti_{0,438}^{4+}Fe_{0,007}^{2+})O_{12}} }

- {\displaystyle \mathrm {^{[X]}(Ca_{2,989}Fe_{0,011}^{2+})\,^{[Y]}(Sn_{1,463}^{4+}Sb_{0,325}^{5+}Ti_{0,193}^{4+}Zr_{0,013}^{4+}Mg_{0,003}^{2+}Nb_{0,002}^{5+}Cr_{0,001}^{3+})\,^{[Z]}(Fe_{1,633}^{3+}Al_{0,609}Si_{0,552}Ti_{0,166}^{4+}Fe_{0,039}^{2+}V_{0,001}^{5+})O_{12}} }

dove {\displaystyle {\ce {[X], [Y]}}} e {\displaystyle {\ce {[Z]}}} indicano le posizioni nella struttura del granato.
Le composizioni dei cristalli misti possono essere espresse con diverse combinazioni di elementi terminali. Pertanto, esiste un alto grado di miscibilità della toturite con la schorlomite e la kerimasite in base alle reazioni di scambio:
- {\displaystyle \mathrm {\,^{[Y]}Sn^{4+}=\,^{[Y]}(Ti,Zr)^{4+}} } (schorlomite, kerimasite)

così come i minerali Al3+ del gruppo della schorlomite, ossia irinarassite, hutcheonite e kimzeyite secondo la reazione di scambio:
- {\displaystyle \mathrm {^{[Z]}Al^{3+}=\,^{[Z]}Fe^{3+}} }

Inoltre, la toturite contiene antimonio (Sb5+) fino al 16% della posizione {\displaystyle {\ce {Y}}} coordinata ottaedrica, corrispondente a una formazione di cristalli misti con granati di ferrite del gruppo bitikleite con la reazione di scambio:
- {\displaystyle \mathrm {^{[Y]}Sn^{4+}+\,^{[Z]}Si^{4+}=\,^{[Y]}Sb^{5+}+\,^{[Z]}(Fe,Al)^{3+}} } (dzhuluite/bitikleite)

Il contenuto di titanio nella posizione {\displaystyle {\ce {Z}}} può essere interpretato come una miscela di un analogo del titanio dell'irinarassite,
- {\displaystyle \mathrm {^{[X]}Ca_{3}\,^{[Y]}Sn_{2}^{4+}\,^{[Z]}(Al_{2}Ti^{4+})O_{12}} }

o il suo ferro-analogo corrispondente alla reazione di scambio:
- {\displaystyle \mathrm {^{[Z]}Si^{4+}=\,^{[Z]}Ti^{4+}} }

## Abito cristallino
La toturite cristallizza con simmetria cubica nel gruppo spaziale Ia3d (gruppo nº 230) con 8 unità di formula per cella unitaria. Il cristallo misto naturale della località tipo ha il parametro reticolare a = 12,55 Å.
La struttura è quella del granato. Il calcio (Ca2+) occupa le posizioni {\displaystyle {\ce {X}}} dodecaedriche circondate da 8 ioni ossigeno, lo stagno (Sn4+) occupa la posizione {\displaystyle {\ce {Y}}} ottaedrica circondata da 6 ioni ossigeno e la posizione {\displaystyle {\ce {Z}}} tetraedrica circondata da 4 ioni ossigeno è occupata da ferro (Fe3+) e silicio (Si4+).

## Origine e giacitura
La toturite si forma a bassa pressione e ad alte temperature intorno a 800-1000 °C in skarn metamorfici a contatto, contenenti stagno, cresciuti su prodotti di conversione dello zircone.
La località tipo della toturite è una xenolite ricca di carbonato nell'ignimbrite del Monte Lakargi, nella caldera di Chegem nella Repubblica caucasica settentrionale di Kabardino-Balkaria in Russia. Qui, la toturite si trova nella zona larnite-cuspidina della xenolite numero 3 al contatto con l'ignimbrite. I minerali complementari includono cristalli misti di kerimasite-kimzeyite, lakargiite, tazheranite, andradite, wadalite e cuspidina.